# Копек, Дэнни
Дэнни Копек (англ. Danny Kopec; 28 февраля 1954 — 12 июня 2016, Нью-Йорк) — американский шахматист, международный мастер (1985). Профессор информатики в Бруклинском колледже.

## Шахматная карьера
Чемпион Шотландии (1980).

## Изменения рейтинга
| Графики недоступны из-за технических проблем. См. информацию на Фабрикаторе и на mediawiki.org. |

## Семья
- Жена — Сильвия
  - Сын — Дэвид
  - Пасынок — Оливер

## Публикации
- Best Games Of The Young Grandmasters, with Craig Pritchett (non-fiction chess), publisher Bell and Howell, 1980, Лондон
- Master Chess: A Course in 21 Lessons, 1985  (non-fiction chess)
- Practical Middlegame Techniques, 1997, with Rudy Blumenfeld (non-fiction chess)
- Test, Evaluate, and Improve your Chess, 1998, в соавторстве с Hal Terrie (non-fiction chess)
- Chess World Title Contenders and Their Styles, 2002, в соавторстве с Крейгом Причеттом (non-fiction chess)
- Mastering the Sicilian, 2003, (non-fiction chess)
- Winning the Won Game, 2004, в соавторстве с Любомиром Фтачником (non-fiction chess)